# Ried im Innkreis
Ried im Innkreis (in austro-bavarese Riad) è un comune austriaco di 11 680 abitanti nel distretto di Ried, in Alta Austria, del quale è capoluogo; ha lo status di città capoluogo di distretto (Bezirkshauptstadt). Si trova a circa 80 chilometri a ovest di Linz e 60 km a nord di Salisburgo, nel mezzo della zona collinosa dell'Innviertel.

## Geografia fisica

### Territorio
Geologicamente, Ried si trova nella zona delle molasse, che occupa il 42% della superficie dell'Alta Austria. L'area si è formata nel periodo terziario.

### Clima
La città è soleggiata per circa 1 800 ore all'anno, il che corrisponde a una durata media giornaliera di circa 4,93 ore: in Austria è al di sopra della media, che è di 1 550 ore all'anno. Nel numero di giorni di pioggia all'anno, la regione è, con i suoi 131 giorni di pioggia, al di sotto della media nazionale di 138 giorni all'anno, con una precipitazione piovosa annua di circa 949 millimetri anche nel centro a clima moderato dell'Alta Austria.

## Origini del nome
Il nome della città deriva dall'alto tedesco medio Riet, termine che indica le canne che crescono su un terreno paludoso

## Storia

### Preistoria ed età antica
I dintorni di Ried erano popolati dai Celti, però non ci sono reperti archeologici di questo periodo. Nel 15 a.C. i Romani conquistarono l'odierno Innviertel e la regione di Ried, che fece parte della provincia romana del Norico.

### Età medioevale e moderna

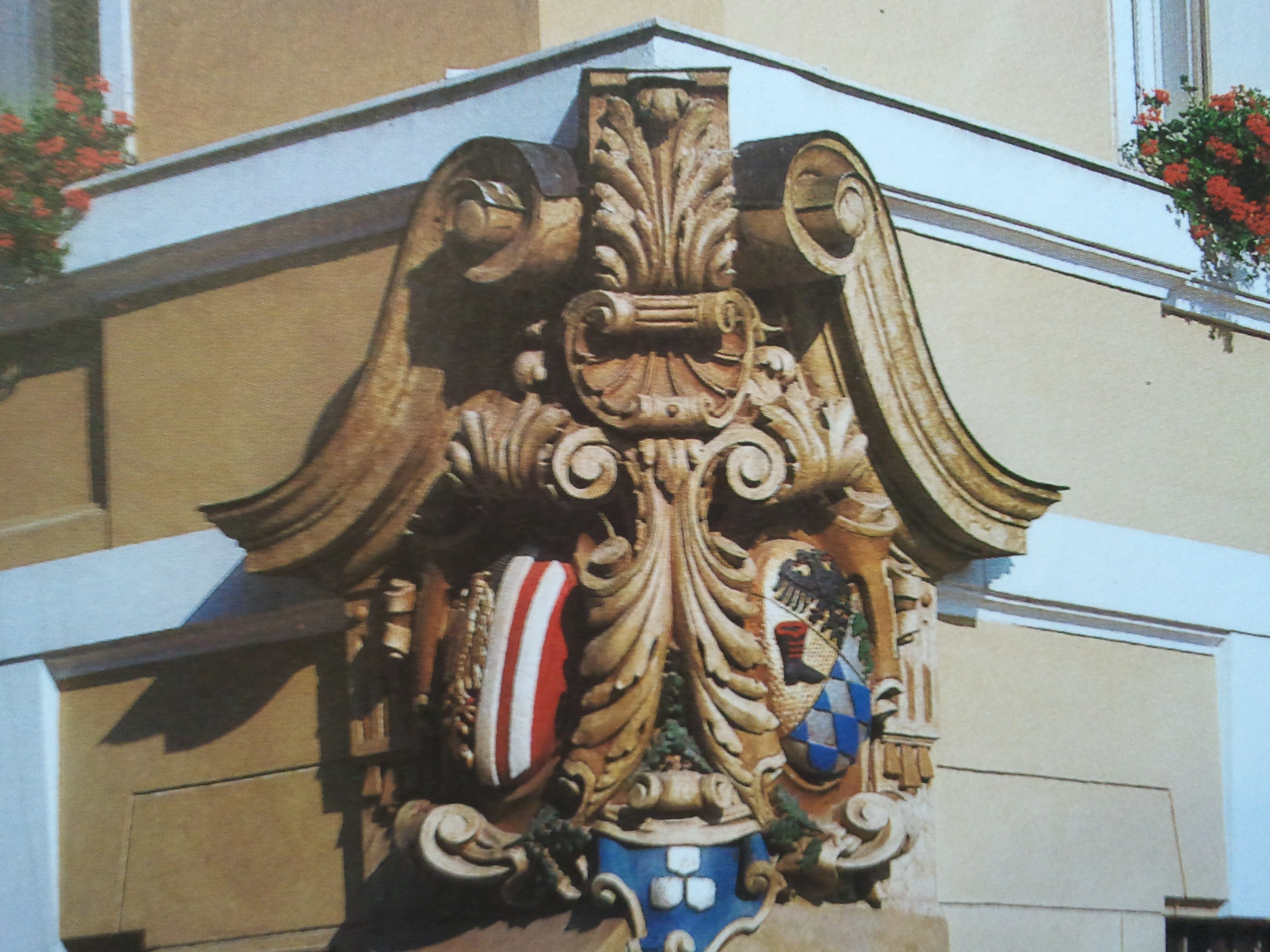
Stemma della città (a destra) con quello dell'Alta Austria (sinistra)

La storia della città incomincia nel XII secolo: nel libro delle donazioni dell'abbazia di Reichersberg i Rieder sono menzionati per la prima volta nel 1145. Nel 1220 Ried venne menzionata come un castello principesco bavarese, sede della nobile famiglia Reginer von Ried. Dopo l'estinzione della dinastia dei Von Ried, intorno al 1248, la regione passò ai duchi della Baviera. Il 24 settembre 1364 Rodolfo IV d'Asburgo conquistò e devastò Ried. Il trattato di pace (primo trattato di Ried) pose fine alle controversie per i confini tra l'Austria e la Baviera nel 1379. Durante quel periodo di pace, Ried divenne una città con un'economia abbastanza stabile, in particolare nel settore tessile e del commercio di stoffe. Già nel 1494 i tessitori ebbero una propria Casa della corporazione.

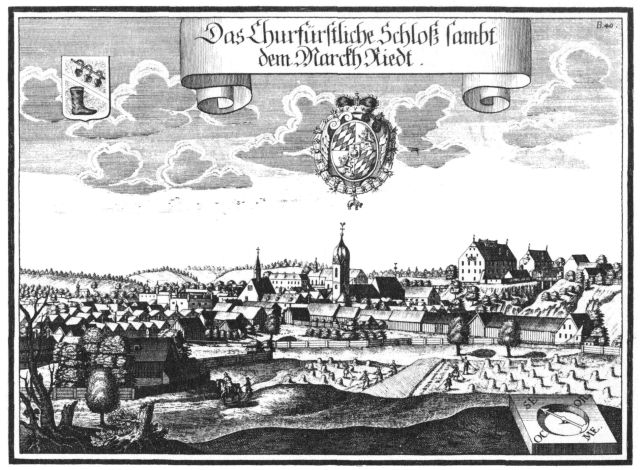
Ried e il castello (incisione su rame di Michael Wening del 1721)

In età moderna l'economia dell'Innviertel prosperò e tra XV e XVI secolo a Ried si sviluppò una borghesia benestante; la peste fece 236 vittime nel 1649. Le controversie per i confini tra l'Austria e la Baviera cominciarono di nuovo durante la guerra di successione spagnola (1701– 1714) e la guerra di successione austriaca (1740–1745). In seguito l'Austria occupò la regione durante la guerra di successione bavarese nel 1779 e Ried entrò a far parte dell'Austria, grazie al trattato di Teschen.

### Età contemporanea
Ried tornò di nuovo alla Baviera durante le guerre napoleoniche, nel 1810. Con il secondo trattato di Ried la Baviera si rivoltò contro Napoleone Bonaparte e aderì all'alleanza; dopo la guerra e il trattato di Monaco del 1816, i Ried tornò a far parte dell'Austria.
Con l'Anschluss le truppe tedesche occuparono Ried, il 12 marzo 1938, però la città rimase immune dai bombardamenti dagli Alleati durante la seconda guerra mondiale. Il 3 maggio 1945 soldati americani entrarono a Ried e la città divenne una parte della zona americana durante l'Occupazione alleata dell'Austria. Nel dopoguerra la città fu popolata di profughi, lavoratori coatti e prigionieri di guerra liberati; la fame e la miseria causarono saccheggi e diversi atti di violenza. Inoltre, ci fu una crisi degli alloggi e l'amministrazione americana approntò campi per i militari tedeschi e gli sfollati. Con il Trattato di Stato austriaco, nel 1955, finì l'occupazione alleata e le truppe americane lasciarono Ried.

## Monumenti e luoghi d'interesse

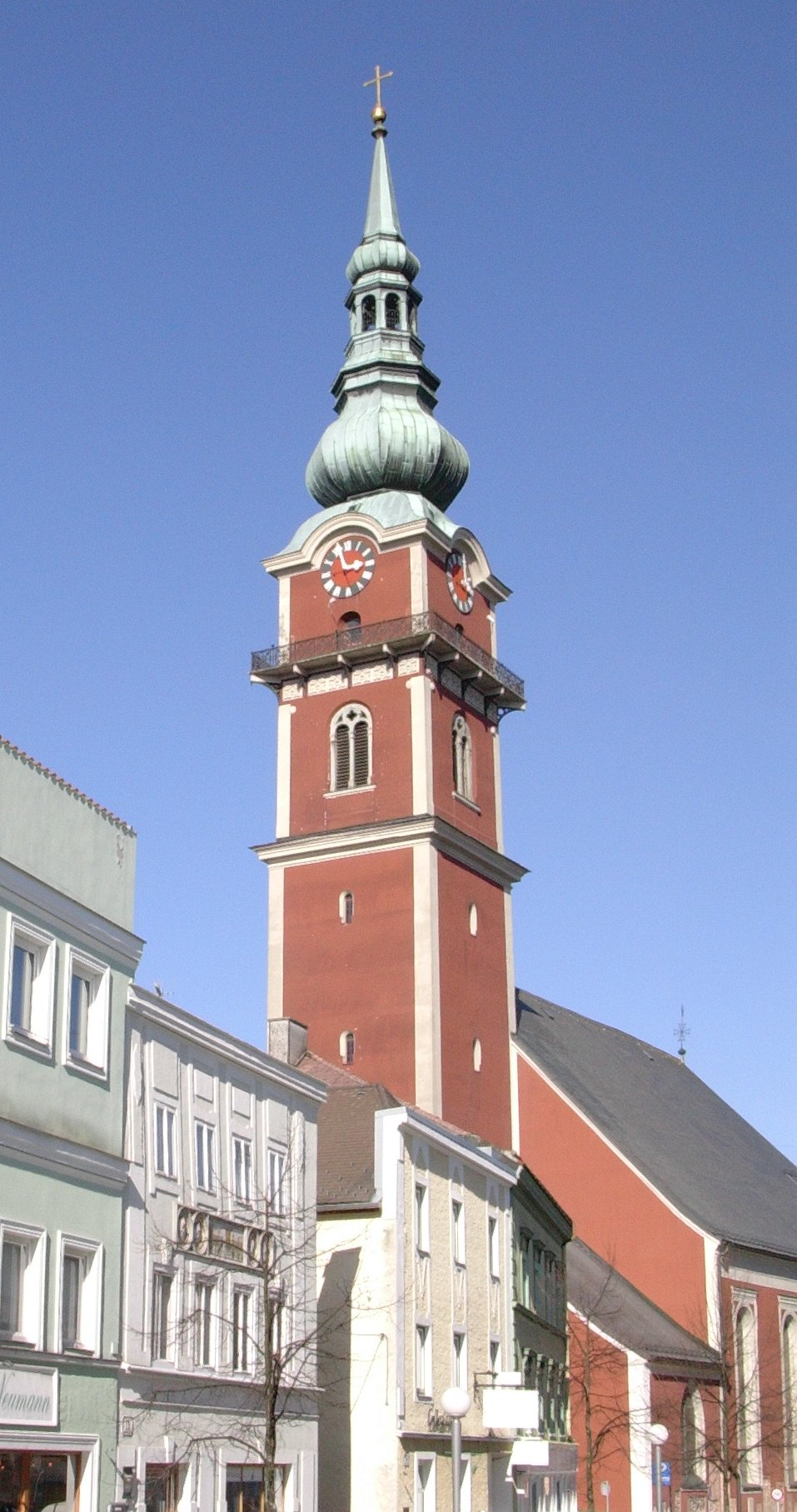
La chiesa parrocchiale cattolica di Ried

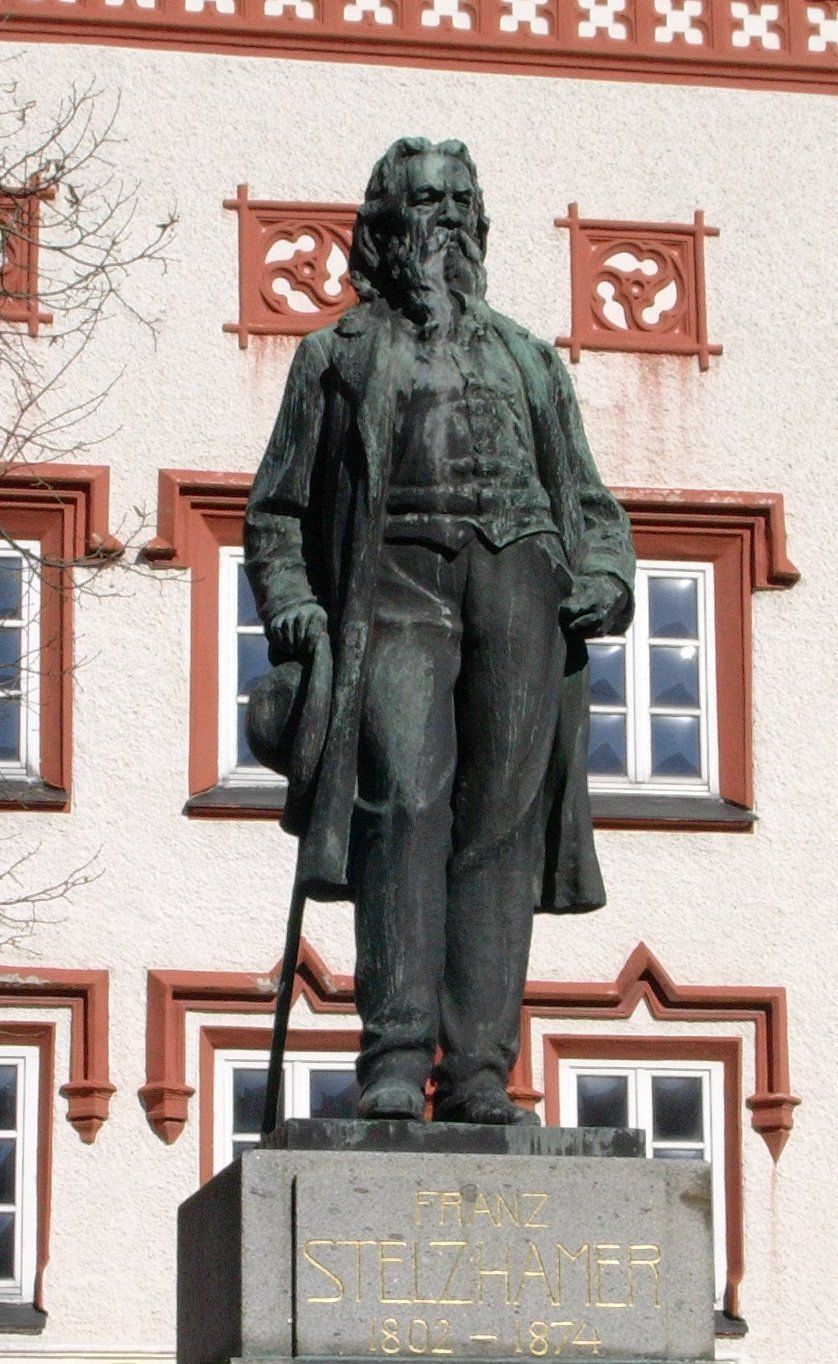
Monumento a Franz Stelzhamer sull'omonima piazza

- La piazza più importante di Ried im Innkreis è la Hauptplatz, che presenta caratteristiche proprie dello stile bavarese. La piazza longitudinale è divisa in due parti da una fontana (Dietmarbrunnen); sulla parte a valle di questa fontana ogni martedì ha luogo il Wochenmarkt (mercato settimanale).
- Nella Ratssaal del palazzo comunale (Rathaus) si trova una galleria di ritratti dei sindaci e di ritratti di Maria Teresa d'Austria, Giuseppe II d'Asburgo e di Francesco Giuseppe d'Asburgo.
- In passato sul Rossmarkt  aveva luogo il mercato dei cavalli, ma a causa di problemi di spazio oggi questo mercato si svolge sulla più spaziosa Hauptplatz.
- La piazza Franz Stelzhamer (Stelzhamerplatz) è dedicata al poeta Franz Stelzhamer (1802-1874). Autore dell'inno dell'Alta Austria, abitante di Ried im Innkreis per molti anni, gli è stato dedicato su questa piazza un monumento.
- Nella chiesa parrocchiale di Ried (Stadtpfarrkirche) si trovano l'altare maggiore e lo Ölberggruppe, entrambe opere di Thomas Schwanthaler: dal 1632 al 1838 la famiglia di scultori Schwanthaler visse a Ried im Innkreis; loro opere si trovano in varie chiese dell'Alta Austria e della Baviera.

## Cultura

### Eventi
Sulla Hauptplatz ogni martedì c'è il mercato settimanale e il venerdì c'è il mercatino dei contadini. Il Rieder Volksfest e l'Innviertler Oktoberfest sono altre manifestazioni che si tengono a Ried.

## Economia

### Turismo
Oltre a numerose piste ciclabili, come l'Antiesenradweg, il Taiskirchnerradweg ed il Römerradweg, per gli sportivi si svolgono regolarmente eventi.

## Sport
Il principale club calcistico della città è il SV Ried, militante nella Bundesliga austriaca.

## Amministrazione

### Gemellaggi
- Landshut, dal 1974